# Reprezentacja Belgii w piłce nożnej kobiet
Reprezentacja Belgii w piłce nożnej kobiet – zespół piłkarski, reprezentujący Królestwo Belgii w meczach i sportowych turniejach międzynarodowych, powoływany przez selekcjonera, w którym mogą występować wyłącznie zawodniczki posiadające obywatelstwo belgijskie.

## Udział w międzynarodowych turniejach

### Igrzyska olimpijskie
| 1996 | Nie zakwalifikowała się | – |
| 2000 | Nie zakwalifikowała się | – |
| 2004 | Nie zakwalifikowała się | – |
| 2008 | Nie zakwalifikowała się | – |
| 2012 | Nie zakwalifikowała się | – |
| 2016 | Nie zakwalifikowała się | – |
| 2020 | Nie zakwalifikowała się | – |
| 2024 | Nie zakwalifikowała się | – |

### Mistrzostwa Świata
| 1991 | Nie zakwalifikowała się | – |
| 1995 | Nie zakwalifikowała się | – |
| 1999 | Nie zakwalifikowała się | – |
| 2003 | Nie zakwalifikowała się | – |
| 2007 | Nie zakwalifikowała się | – |
| 2011 | Nie zakwalifikowała się | – |
| 2015 | Nie zakwalifikowała się | – |
| 2019 | Nie zakwalifikowała się | - |
| 2023 | Nie zakwalifikowała się | - |
| 2027 |                         |   |

### Mistrzostwa Europy
| 1984 | nie brała udziału       | –            |
| 1987 | nie brała udziału       | –            |
| 1989 | nie brała udziału       | –            |
| 1991 | Nie zakwalifikowała się | –            |
| 1993 | Nie zakwalifikowała się | –            |
| 1995 | Nie zakwalifikowała się | –            |
| 1997 | Nie zakwalifikowała się | –            |
| 2001 | Nie zakwalifikowała się | –            |
| 2005 | Nie zakwalifikowała się | –            |
| 2009 | Nie zakwalifikowała się | –            |
| 2013 | Nie zakwalifikowała się | –            |
| 2017 | Awans                   | Faza grupowa |
| 2022 | Awans                   | Ćwierćfinał  |
| 2025 | Awans                   | Faza grupowa |

## Sztab szkoleniowy[2]
- Trener-selekcjoner: Elísabet Gunnarsdóttir
- Asystent: Magnus Palsson
- Asystent: Bjorn Sigurbjörnsson
- Asystent: Lenie Onzia
- Trener bramkarzy: Frank Verwimp
- Dyrektor techniczny:Vincent Mannaert
- Trener przygotowania fizycznego:Bram Gielen, Devon Maes
- Analityk wydajności:Kenny Basteleus, Jonas Van Dyck